# Puchar Rio

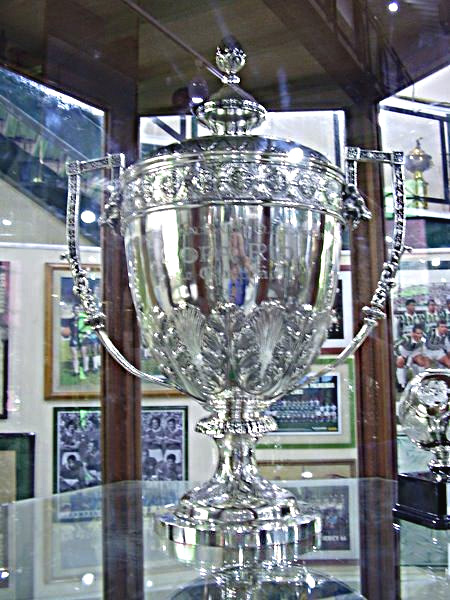
Klubowy Puchar Interkontynentalny, 1951 r.

Puchar Rio (hiszp. Copa Rio) – międzynarodowy klubowy turniej piłkarski rozgrywany w latach 1951–1952 w Brazyllii. W turnieju brały udział czołowe zespoły z Europy i Ameryki Południowej. Rozgrywki turnieju odbywały się systemem kołowym w dwóch grupach. Potem drużyny z pierwszych dwóch miejsc w grupach w dwóch meczów półfinałowych, walczyli o wyjście do finału. Wszystkie mecze były rozgrywane na stadionach Maracanã w Rio de Janeiro (grupa Rio de Janeiro) oraz Estádio do Pacaembu w São Paulo (grupa São Paulo).
Puchar Rio był pierwszym międzykontynentalnym klubowym turniejem piłkarskim. Wtedy brazylijska prasa nazywała go "Klubowymi Mistrzostwami Świata" - nazwą, która później również stosowana była do Pucharu Interkontynentalnego.
Wszystkie dwie edycje Pucharu Rio były organizowane przez Brazylijską Konfederację Piłkarską i zatwierdzone przez FIFA.
Spadkobiercą turnieju w 1953 roku został Torneio Octogonal Rivadavia Correa Meyer 1953. Zmienił się format, spośród uczestników zaczęli dominować brazylijskie kluby (5 z 8 uczestników), w wyniku czego stracił swój status turnieju interkontynentalnego.
Od kwietnia 2007 do grudnia 2007 roku Puchar Rio był uznawany przez FIFA jako pierwsze Klubowe Mistrzostwa Świata. W grudniu 2007 FIFA zmieniła swoją decyzję.
Decyzja pozostała taka nawet po innych prośbach.

## Finały
| Edycja | Rok  | Finał         | Finał   | Finał                | Półfinaliści                     |
| Edycja | Rok  | Zwycięzca     | Wynik   | Finalista            | Półfinaliści                     |
| ------ | ---- | ------------- | ------- | -------------------- | -------------------------------- |
| I      | 1951 | SE Palmeiras  | 1:0 2:2 | Juventus F.C.        | CR Vasco da Gama, Austria Wiedeń |
| II     | 1952 | Fluminense FC | 2:0 2:2 | Corinthians Paulista | CA Peñarol, Austria Wiedeń       |

## Statystyki
| Lp.  | Klub                 | Zdobywca | Finalista | Lata triumfów |
| ---- | -------------------- | -------- | --------- | ------------- |
| 1-3. | SE Palmeiras         | 1        | 0         | 1951          |
|      | Fluminense FC        | 1        | 0         | 1952          |
| 4-6. | Juventus F.C.        | 0        | 1         |               |
|      | Corinthians Paulista | 0        | 1         |               |
|      | São Paulo FC         | 0        | 1         |               |
|      | CR Vasco da Gama     | 0        | 0         |               |